# Armia Ludowa

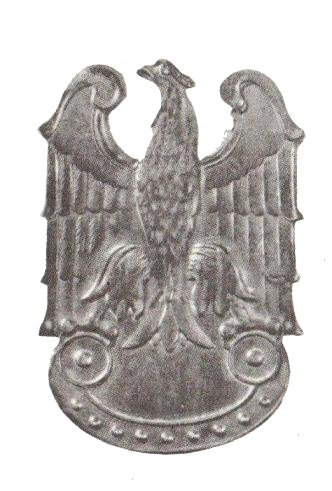
Adler der Armia Ludowa

Die Armia Ludowa (AL; deutsch Volksarmee) war eine kommunistische Untergrundorganisation in Polen im Zweiten Weltkrieg. Sie wurde von der Sowjetunion im Kampf gegen die deutschen Besatzer unterstützt, um nach dem Sieg eine kommunistische Ordnung in Polen herzustellen. Sie wurde sowohl von den Deutschen wie auch von den polnisch-nationalistischen NSZ bekämpft. Vereinzelt kam es auch zu Zusammenstößen mit der Armia Krajowa.
Am 1. Januar 1944 wurde die bis dahin seit März 1942 existierende kleine Gwardia Ludowa (Volksgarde) von der Krajowa Rada Narodowa (Landesnationalrat) in Armia Ludowa umbenannt. Dies fügte sich in den Versuch der PPR ein, sich gemeinsam mit kleineren Unterstützergruppen als legitime Vertreter des polnischen Volkes zu etablieren und damit in offene Konkurrenz zur polnischen Exilregierung in Großbritannien zu treten. In der Anfangszeit hatte die AL 10.000 Mitglieder, im Juli 1944 zirka 30.000 Mitglieder, wobei 6.000 aktiv an Kämpfen beteiligt waren.
Mit der Gründung des Lubliner Komitees am 21. Juli 1944 wurde die Armia Ludowa in die Polnischen Streitkräfte in der Sowjetunion integriert, in Ludowe Wojsko Polskie (Polnische Volksarmee) umbenannt und bildete bis 1989 unter diesem Namen die Streitkräfte der Volksrepublik Polen.
Sie nahm unter anderem an den Kämpfen des Warschauer Aufstands teil.